# Katedra św. Jerzego w Londynie
Katedra św. Jerzego (ang. St George's Cathedral) – cerkiew w jurysdykcji Prawosławnego Patriarchatu Antiocheńskiego, znajdująca się przy Albany Street, w części Londynu St. Pancras, w gminie London Borough of Camden. Zaprojektowana przez Jamesa Pennethorne'a i poświęcona jako anglikański obiekt sakralny nazywany Kościołem Chrystusa (ang. Christ Church) w 1837. Od 1989 pełni funkcję katedry prawosławnej. Od 2013 jest to katedra nowo powstałej metropolii Wysp Brytyjskich i Irlandii.
Kościół zbudowany i zaprojektowany przez Jamesa Pennethorne'a w 1836. Przebudowany według projektu R.C. Carpentera w latach 1836–1843; zmiany i dekoracje według projektu Williama Butterfielda w latach 1849–1885. Katedra wybudowana z szarej cegły z dekoracjami stiukowi i kamiennymi. Wzniesiona w nowogreckim stylu, na planie prostokąta. Główne środkowe wejście znajduje się przy fasadzie południowej; niski portyk z pilastrami, podtrzymującymi belkowanie, które jest kontynuowane wokół budowli. Niski przyczółek; kule we fryzie przedstawiające gołębia, litery IHS i trójkąt. Architrawowe, trapezoidalne otworzy drzwiowe z dużymi pokrytymi boazeria drzwiami i okienkami. Portyk flankowany przez okrągłołukowe okna. W narożnikach, małe kwadratowe pawilony. Nad głównym wejściem, ceglana wieża o 3 przęsłach, środkowe przęsło z kolumnami i łamanym belkowaniem i szczytowe przęsło z cienką iglicą. Zachodnia fasada z 5 wysokimi okrągłołukowymi oknami flankowanymi przez ceglane pilastry podtrzymujące belkowanie. W narożnych pawilonach, w kątach architrawowe, trapezoidalne otwory drzwiowe z przyczółkami z konsolowymi wspornikami oraz drzwiami, pokrytymi boazerią. Fasada wschodnia z dobudowaną pojedynczą kondygnacją, biegnącą na długości kościoła. Fasada północna, wykonana ze spoiwa z prezbiterium na planie prostokąta z krzyżem z XX wieku.